# Зубата акула білоплавцева
Зубата акула білоплавцева (Centroscyllium ritteri) — акула з роду Зубата акула родини Ліхтарні акули. Інша назва «японська чорна колюча акула».

## Опис
Загальна довжина досягає 43 см. Спостерігається статевий диморфізм: самиця більша за самця. Голова широка, трохи сплощена. Ніс дещо витягнутий. Очі великі, овальні, горизонтальної форми. За ними присутні бризкальця. Ніздрі широкі, розміщені ближче до кінця морди. Рот широкий та витягнутий. Зуби дрібні, з 3 верхівками та вузькою і високою середньою верхівкою Тулуб щільний, подовжений. Шкірна луска має форму невеликих конусів з гачкоподібним шипиком на верхівці. Грудні плавці короткі та широкі. Має 2 майже однакових спинних плавця, з дещо зігнутими та рифленими шипами. Шип заднього плавця більше за шип переднього. Черевні плавці маленькі. Задній плавець знаходиться трохи позаду черевних. Хвостовий плавець широкий. Хвостове стебло відносно довгий. Нижня лопать не розвинена.
Забарвлення темно-сіро-коричневе. Очі зеленуватого кольору. Задні крайки плавці світлі, майже білі. На нижній стороні тіла присутні контрастні чорні плями — в області голови, черева та грудних плавців. Від черевних плавців до хвостового тягнеться чорна смуга. На чорних ділянках розташовані фотофори.

## Спосіб життя
Тримається на глибинах 110–1100 м. Здійснює добові міграції. Живиться дрібними донними безхребетними та костистою рибою.
Це яйцеживородна акула.
В Японії цю акулу ловлять заради сквалена, що містить в її печінці.

## Розповсюдження
Мешкає на південний схід від островів Хонсю та Хоккайдо.